# Леван, Альберт
Альберт Леван (швед. Johan Albert Levan; 8 марта 1905 — 28 марта 1998) — шведский учёный университета в Лунде. Впервые применил метод биотестирования Allium test при изучении влияния колхицина на меристему корней лука. При этом использовался специально разработанный для данной тест системы ана-телофазный метод исследования хромосомных повреждений.

## Биография
Альберт Леван был сыном смотрителя Эмиля Левана (Emil Levan) и Эми Габриэльсон (Amy Gabrielsson). Он изучал гуманитарные генетические направления науки в университете Лунда, где защитил докторскую диссертацию в 1935 году. Некоторое время работал на шведском сахарном заводе в качестве эксперта по разведению ? пастбищ и в лаборатории цитологии в Лунде.
Отец двух детей: Cecilia Torudd и Göran Levan (1939), профессор генетики в университете Гётеборга (Göteborgs universitet).
С 1961 по 1973 Альберт Леван был профессором клеточной биологии университета в Лунде, где руководил лабораторией раковых хромосом Института генетики. Известен как соавтор доклада от 1956 года, в котором говорится что у людей 46 хромосом (ранее считалось что их 48), которое сделано Joe Hin Tjio в лаборатории Левана.
Изначально специализирующийся на клетках растений, Леван позже обратил внимание на сходство в структуре хромосом раковых клеток и нарушения, вызванные в растительной клетке химическими веществами и радиацией. Эти изыскания впоследствии позволили изучать хромосомы в клетках животных.

## Достижения
- Избран членом Королевской Шведской академии наук в 1967.

В дальнейшем Шведская королевская академия наук рекомендовала биотестирование Allium test с использованием Allium cepa как стандартный тест объекта в цитогенетических исследованиях.

### Научные статьи и публикации

#### 1950-x

##### 1956
- Tijo J.H., Levan A. The chromosome number of man (EN) // Hereditas. — 1956. — Т. 42. — С. 1–6.
- Levan Albert. THE EFFECT OF COLCHICINE ON ROOT MITOSES IN ALLIUM // Hereditas. — 1938. — Т. 24, вып. 4. — С. 471-486.

### Упоминания
- Peter S. Harper The discovery of the human chromosome number in Lund, 1955-1956 Hum Genet (2006) 119: 226-232 DOI 10.1007s00439-005-0121-x HISTORICAL & PERSONAL PERSPECTIVES PDF|GDocs View
- Ulfur Arnason, Anette Gullberg, Alondra Schweizer Burguete, Axel Janice. Molecular Estimates of Primate Divergences and new Hypotheses for Primate Dispersal and the Origin of Modern Humans // Hereditas. Volume 133, Issue 3, pages 217—228, January 2001. (англ.)  (Дата обращения: 17 апреля 2011)